# Wynton Rufer
Wynton Rufer (* 29. prosinec 1962) je bývalý novozélandský fotbalista, který hrával na pozici křídelníka. Je spjatý s německým klubem Werder Brémy.

## Reprezentace
Wynton Rufer odehrál 22 reprezentačních utkání. S novozélandskou reprezentací se zúčastnil Mistrovství světa 1982.

## Statistiky
| Nový Zéland | Nový Zéland | Nový Zéland |
| Roky        | Záp.        | Góly        |
| ----------- | ----------- | ----------- |
| 1980        | 4           | 0           |
| 1981        | 2           | 3           |
| 1982        | 6           | 2           |
| 1983        | 0           | 0           |
| 1984        | 0           | 0           |
| 1985        | 3           | 1           |
| 1986        | 0           | 0           |
| 1987        | 0           | 0           |
| 1988        | 1           | 0           |
| 1989        | 1           | 0           |
| 1990        | 0           | 0           |
| 1991        | 0           | 0           |
| 1992        | 0           | 0           |
| 1993        | 0           | 0           |
| 1994        | 0           | 0           |
| 1995        | 0           | 0           |
| 1996        | 2           | 0           |
| 1997        | 3           | 4           |
| Celkem      | 22          | 10          |